# Estación de Cercadilla
Córdoba-Cercadilla, más conocida como la estación de Cercadilla, fue una estación de ferrocarril que existió en el municipio español de Córdoba, en la provincia homónima. Las instalaciones, que a lo largo de su historia pasaron por manos de varias compañías ferroviarias, constituyeron una importante bifurcación ferroviaria por ser el punto de partida de las líneas Córdoba-Málaga y Córdoba-Almorchón. Con los años Cercadilla acabaría perdiendo importancia ante la Estación Central. En la actualidad la estación de Córdoba se encuentra ubicada en los terrenos que ocupaban las instalaciones de Cercadilla. 

## Historia

### Inicios y época de «Andaluces»
En 1865 entró en servicio oficialmente la línea Córdoba-Málaga, cuya construcción había corrido a cargo de la Compañía del Ferrocarril de Córdoba a Málaga (CM). En un principio no se construyó una estación propia y esta línea llegaba hasta la estación de la Compañía del Ferrocarril de Córdoba a Sevilla, haciéndose un uso compartido de la misma. Aunque en su época llegó a plantearse la posibilidad de construir una estación conjunta que también acogiera la prevista línea Córdoba-Belmez, entonces en construcción, finalmente esta posibilidad nunca se materializó. Con los años, esto generaría no pocos conflictos para el tráfico ferroviario. La Compañía del Ferrocarril de Córdoba a Belmez acabó construyendo una estación propia en Córdoba que recibiría el nombre de «Cercadilla» por los terrenos en los que se encontraba. Las instalaciones entrarían en servicio en la primera mitad de 1874, con un edificio de viajeros muy sencillo. A finales de la década de 1870 la Compañía de los Ferrocarriles Andaluces terminaría haciéndose con el control del ferrocarril Córdoba-Belmez y de todas sus instalaciones, incluyendo Córdoba-Cercadilla.

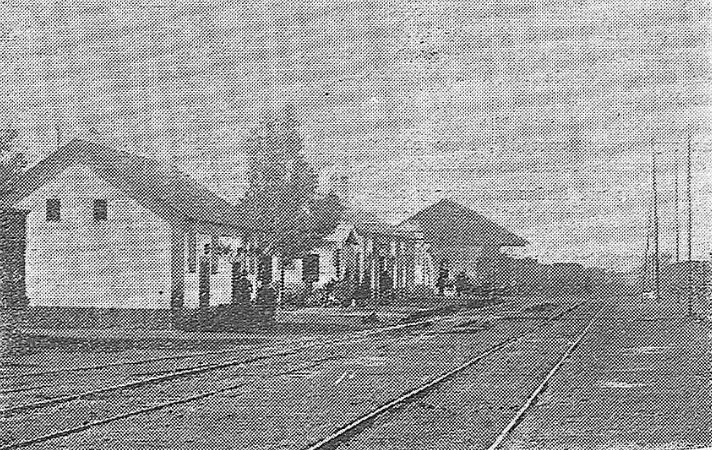
Vista de las instalaciones de Córdoba-Cercadilla en 1931.

Bajo «Andaluces» la estación de Córdoba-Cercadilla se acabaría consolidando como el punto de inicio de las líneas Córdoba-Málaga y Córdoba-Belmez. Las instalaciones de Cercadilla se encontraban situadas junto a la estación del Ferrocarril de Córdoba a Sevilla, cuya propiedad había pasado a manos de la compañía MZA en 1875. La existencia de dos estaciones generó problemas debido al hecho de que nunca existió un transbordo de pasajeros entre ambas, a pesar de que estaban enlazadas entre sí por ferrocarril. Por otro lado, la compañía «Andaluces» nunca construyó un edificio de viajeros acorde al movimiento de personas que tenía Córdoba y mantuvo la estructura original, a pesar de las numerosas quejas que hubo de las autoridades y la población. Las instalaciones sí dispusieron de un depósito de locomotoras —construido e inaugurado en 1901—, cocheras, depósitos de agua, muelles de carga, etc.
En 1922 la compañía «Andaluces» realizó unas obras para la ampliación de la playa de vías en el complejo de Cercadilla, encontrándose durante las mismas restos de un yacimiento romano. Las actuaciones arqueológicas fueron dirigidas por Joaquín María de Navascués.
A lo largo de 1931 se instaló doble vía entre las estaciones de Córdoba-Cercadilla y Valchillón. En 1936, durante la Segunda República, «Andaluces» fue incautada por el Estado debido a sus problemas económicos, y asignada la gestión de sus infraestructuras a la Compañía Nacional de los Ferrocarriles del Oeste.

### Bajo RENFE
En 1941, con la nacionalización de todos los ferrocarriles de ancho ibérico, la estación de Córdoba-Cercadilla pasó a manos de la recién creada RENFE. Esta terminaría centralizando el tráfico ferroviario en la antigua estación de MZA —que pasó a denominarse «Estación Central»—, dejando a las antiguas instalaciones de «Andaluces» en un plano secundario. En 1952 se eliminó el apeadero de Cercadilla. No obstante, los trenes de la línea Córdoba-Amorchón siguieron saliendo de Cercadilla, ya que el ferrocarril comenzaba en esta estación. Las instalaciones también continuaron siendo utilizadas para funciones de clasificación, pues Cercadilla constituía el punto en el que se formaban buena parte de los trenes de mercancías con destino a Málaga, Granada, Algeciras, Almorchón o Marchena.
A finales de 1971 se cerró la estación de Cercadilla, suprimiéndose las actividades que todavía se desarrollaban allí (como la venta de billetes o facturación de mercancías). Los servicios fueron centralizados en la Estación Central y el personal trasladado a otros puntos. No obstante, RENFE mantuvo activas las instalaciones de Cercadilla, siendo empleadas las vías para labores de apartadero y estacionamiento de vagones vacíos, o también para la formación de trenes. A finales de la década de 1980 se acordó por parte de las administraciones públicas dar comienzo a la construcción de una nueva estación de ferrocarril para Córdoba. Así, en noviembre de 1990 se iniciaron las labores de desmantelamiento de las instalaciones de Cercadilla, que desaparecieron definitivamente.

## Características
La estación de Cercadilla fue originalmente la cabecera de la línea Córdoba-Málaga, aunque con posterioridad se construyó una prolongación que iba hasta la estación de MZA, que pasó a ser el nuevo inicio del trazado. También constituyó la cabecera de la línea Córdoba-Almorchón, debiendo los trenes salir desde las instalaciones de Cercadilla.
Además del edificio de viajeros, la estación dispuso de una amplia playa de vías, cocheras, talleres de reparación y una rotonda giratoria de 23 metros de diámetro —que a su vez contaba con 13 vías cubiertas, 5 vías exteriores y otras 5 vías de acceso—. Cercadilla también acogió un depósito de locomotoras de vapor destinado para los servicios de la línea Córdoba-Málaga. El límite de separación con las instalaciones de MZA se encontraba situado en el paso a nivel de Las Margaritas. Ya bajo RENFE, el depósito de locomotoras permaneció en servicio hasta 1971, cuando fue clausurado y demolido.